# Kurt Ehrig
Kurt Willi Fritz Ehrig (* 4. Mai 1910 in Suderode; † unbekannt) war ein deutscher Maschinenschlosser und Volkskammerabgeordneter für den Freien Deutschen Gewerkschaftsbund (FDGB).

## Leben
Ehrig stammte aus einer Arbeiterfamilie. Nach dem Besuch der Volksschule absolvierte er ab 1924 eine dreijährige Lehre zum Maschinenschlosser. Nach Ausbruch des Zweiten Weltkrieges wurde er zur Wehrmacht einberufen und geriet gegen Kriegsende in Gefangenschaft. In Berlin wurde er Kegelradhobler im VEB Großdrehmaschinenbau "7. Oktober" in Weißensee.

## Politik
Ehrig wurde 1955 Mitglied des FDGB und trat zwei Jahre später der SED bei. In der Wahlperiode von 1963 bis 1967 war er als Berliner Vertreter Mitglied der FDGB-Fraktion in der Volkskammer der DDR. Er gehörte dem Verfassungs- und Rechtsausschuss an.

## Auszeichnungen
- Dreifacher Aktivist